# Plaza de la Catedral (La Habana)

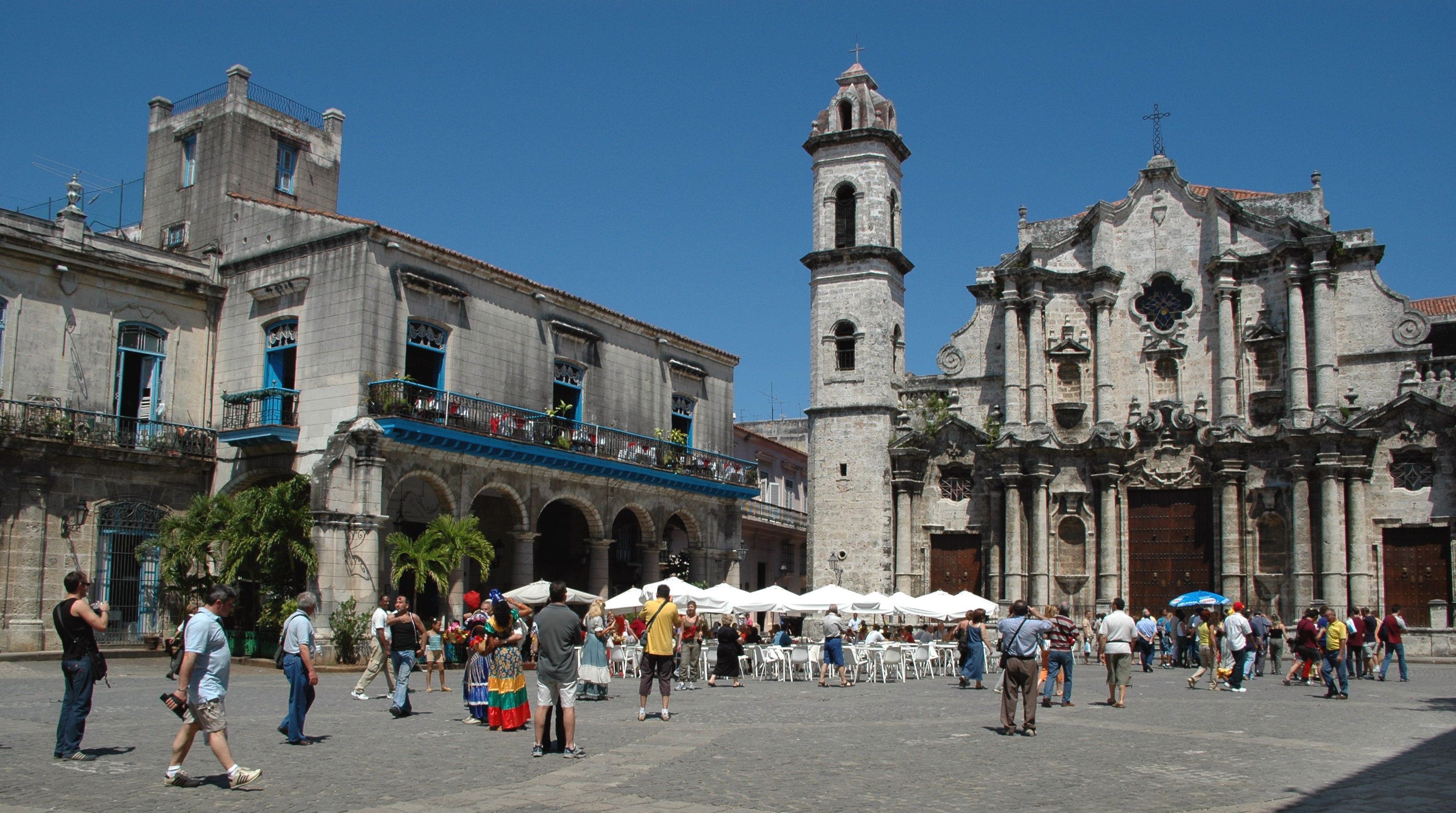
La Plaza de la Catedral y de frente la Catedral de La Habana.

Plaza de la Catedral es una de las cuatro plazas principales de La Habana Vieja, Cuba, donde se encuentra la Catedral de La Habana de la cual toma su nombre. Originalmente un pantano, fue drenado para ser usado como un apostadero naval. Luego de la construcción de la catedral en 1727, se convirtió en el lugar de las casas más importantes de la ciudad. Además de la catedral, se encuentra frente a ella el Museo de Arte Colonial (antigua Casa Bayona) y numerosos restaurantes.
Otro de los edificios que se destacan alrededor de la plaza es el Palacio del Conde Lombillo, frente al cual se encuentra la estatua del bailarín de flamenco español Antonio Gades. Aquél había llegado a Cuba en 1975, tras disolver su compañía de flamenco en España, en protesta contra el régimen de Francisco Franco. La estatua es obra del escultor cubano José Villa Soberón. Por otro lado, también se puede mencionar la Mansión del Marqués de Aguas Claras. Estas estructuras, como parte de La Habana Vieja, están declaradas Patrimonio de la Humanidad por la Unesco.
La plaza tiene sus orígenes en el siglo XVI cuando los primeros habitantes de La Habana habían construido sus casas alrededor y dejado libre el espacio, ya que era un lugar donde el agua de la llamada Zanja Real que circulaba por la ciudad se descarbaga formando un pantano. Por esta razón, el lugar era conocido inicialmente como «Plaza de la Ciénaga». Aunque era una zona de poca importancia cuando la ciudad fue fundada, con el canal de agua construido por las autoridades españolas, pasó a ser una zona de residencias para aquellos que querían aprovechar la disponibilidad de agua. El obispo jesuita Diego Evelino de Compostela ordenó la compra de un terreno alrededor para construir una ermita dedicada a San Ignacio de Loyola en 1700. Con el tiempo, los jesuitas comenzaron a proyectar un colegio y una iglesia más vistosa que la simple ermita en aquel lugar, lo cual quedó trunco con la expulsión de los jesuitas de los territorios españoles en 1776. 
En estado de abandono, se completó la construcción de la iglesia y fue convertida en la Iglesia de la Santísima Concepción y el colegio en un seminario. Desde ese entonces, la «Plaza de la Ciénaga» cambió su nombre por el de «Plaza de la Catedral».